# Sihorwa
Sihorwa (en népalais : सिहोर्वा) est un comité de développement villageois du Népal situé dans le district de Bara. Au recensement de 2011, il comptait 4 621 habitants.